# Maruzza Musumeci
Maruzza Musumeci è un romanzo di Andrea Camilleri pubblicato dall'editore Sellerio nel 2007.
Una favola questo racconto di Camilleri, dove appaiono i nomi degli antichi eroi come Ulisse e il mito delle sirene, magiche protagoniste che parlano e cantano citando gli antichi versi greci di Omero.

## Trama
(Andrea Camilleri, Maruzza Musumeci)
Gnazio Manisco non voleva essere considerato come un pidocchio di cui Dio si scordò al tempo dell'arca di Noè e che quindi si nascose con la sua femmina tra i capelli del biblico patriarca. Dio s'è scordato anche dei braccianti come lui ed allora Gnazio se ne va in America in cerca di fortuna, anche se il viaggio per mare lo atterrisce. Tra lui e il mare, quelle montagne liquide che possono affogarti, non c'è mai stata confidenza. Lui è un uomo "terragno", ama la solida terra che si affretta a comprare con i dollari messi da parte quando torna a Vigata il 3 gennaio del 1895.
Gnazio fa rifiorire quella terra fertile ma abbandonata e da bravo muratore si costruisce la sua casetta senza neppure una finestra che abbia la vista sul mare da cui il suo terreno dista poche centinaia di metri. Anzi alcuni gli hanno detto che praticamente la sua terra galleggia sul mare, come un'isola, come l'Itaca di Ulisse.
Venuto il tempo di metter su famiglia Gnazio si rivolge alla 'gnà Pina, una sorta di maga guaritrice e sensale di matrimoni che gli trova una bellissima quanto misteriosa giovane che vive insieme alla sua vecchissima bisnonna Menica. Entrambe le donne, nota Gnazio, hanno una voce incantatrice e cantano antiche canzoni in una lingua sconosciuta.
Il giorno dell'incontro, mentre le donne si abbandonano al canto, è però segnato da un avvenimento funesto: un vicino, Aulisse, che lavorava temporaneamente come potatore nel campo di Gnazio, forse impazzito, si è gettato e affogato in mare.
Le sirene, perché questo sono in realtà, si sono vendicate dell'eroe omerico che le offese ai tempi degli antichi dei, ma ora sono uscite dal mare e vogliono vivere con gli uomini e procreare una nuova stirpe. 
Gnazio, uomo di terra, sarà quindi con i suoi figli il tramite tra il cielo e il mare. Il primogenito Cola che ama le stelle, diverrà un grande astronomo mentre Resina - nome che è l'anagramma di Sirena - la sua amatissima, inseparabile sorella vive amando il mare al quale rivolge le sue fascinose canzoni. Cola andrà ad insegnare in una università americana ma quando, scoppiata la seconda guerra mondiale, decide di tornare a Vigata la sua nave affonda ed egli finirà in una grotta sottomarina situata in una campana d'aria dove lo raggiungerà la sua sorella marina.
Le sirene sono ormai in pace con gli uomini e non uccidono più i marinai naufraghi come accade per il moderno naufrago della guerra, il soldato americano che ferito muore nell'isola-campo di Gnazio consolato dal canto delle sirene.

## Edizioni
- Andrea Camilleri, Maruzza Musumeci, Quinta ed., collana La memoria, Sellerio, 2007,  pp. 151, cap. 10, ISBN 88-389-2248-9.